# 安哥拉共产党
安哥拉共产党（葡萄牙語：Partido Comunista Angolano），简称安共（PCA），是葡属安哥拉的一个共产主义政党，受葡萄牙共产党影响于1955年10月建立，由马里奥·平托·德安德拉德和若阿金·平托·德安德拉德兄弟领导。1956年12月，安共与安哥拉非洲人联合斗争党合并为安哥拉人民解放运动